# 1963 în științifico-fantastic
- 1962 în științifico-fantastic — 1963 în științifico-fantastic — 1964 în științifico-fantastic

1963 în științifico-fantastic a implicat o serie de evenimente:

## Nașteri și decese

### Nașteri
- Ben B. Black
- Michael Chabon
- Klaus N. Frick
- Christian Haderer
- Catherine Jinks
- Greg Keyes
- Axel Kruse
- John Ringo
- Ralph Sander
- Thomas Thiemeyer
- Michael Marcus Thurner
- Thanassis Vembos
- Scott Westerfeld
- Susan Wright
- Aleksandar Žiljak

### Decese
- Katharine Burdekin (n. 1896)
- Mark Clifton (n. 1906)
- Otto Flake (n. 1880)
- Aldous Huxley (n. 1894)
- C. S. Lewis (n. 1898)
- Georg Rothgießer (n. 1858)
- Heinrich Teut (n. 1868)
- Hans Wörner (n. 1903)

## Cărți

### Romane
- Cei trei din Altai de Radu Nor
- Insula delfinilor de Arthur C. Clarke
- A Viking visszatér - Întoarcerea Vikingului de Péter Zsoldos
- Sign of the Labrys de Margaret St. Clair
- Star Surgeon de James White

### Colecții de povestiri
- Tomorrow Came de Edmund Cooper

### Povestiri
- „Cristalele vorbitoare” de Vasil Raikov
- „Secretul” de Arthur C. Clarke
- „The Dragon Masters” de Jack Vance
- „Timp mort în Piccadilly”  de Edmund Cooper

## Filme
| Titlu                          | Regizor                   | Distribuție                                                                    | Țara                                                  | Sub-Gen /Note |
| ------------------------------ | ------------------------- | ------------------------------------------------------------------------------ | ----------------------------------------------------- | ------------- |
| Atom Age Vampire               | Anton Giulio Majano       | Alberto Lupo, Susanne Loret, Sergio Fantoni                                    | Italia                                                |               |
| Atragon                        | Ishirō Honda              | Tadao Takashima, Yoko Fujiyama, Yu Fujiki                                      | Japonia                                               |               |
| Battle Beyond the Sun          | Mikhail Kozyry            | Aleksandr Shvorin, Ivan Pereverzhev                                            | Uniunea Republicilor Sovietice Socialiste             |               |
| The Crawling Hand              | Herbert L. Strock         | Peter Breck, Kent Taylor                                                       | Statele Unite ale Americii                            |               |
| The Damned                     | Joseph Losey              | MacDonald Carey, Shirley Ann Field, Viveca Lindfors                            | Regatul Unit al Marii Britanii și al Irlandei de Nord |               |
| The Day Mars Invaded Earth     | Maury Dexter              | Betty Beall, Lowell Brown, Troy Melton                                         | Statele Unite ale Americii                            | [ 2 ]         |
| Ikarie XB-1                    | Jindřich Polák            | Otto Lackovič, Radovan Lukavský, Zdeňek Štepánek, František Smolík             | Cehoslovacia                                          | [ 3 ] [ 4 ]   |
| Matango                        | Ishirō Honda              | Yoshio Tsuchiya, Kenji Sahara, Hiroshi Tachikawa                               | Japonia                                               |               |
| No Survivors, Please           | Hans Albin, Peter Berneis | Karen Blanguernon, Burr Jerger, Wolfgang Zilzer, Teddy Turner, Stefan Schnabel | Statele Unite ale Americii · Germania de Vest         | [ 5 ]         |
| The Nutty Professor            | Jerry Lewis               | Jerry Lewis, Stella Stevens                                                    | Statele Unite ale Americii                            |               |
| Pași spre lună                 | Ion Popescu-Gopo          | Radu Beligan                                                                   | România                                               |               |
| The Unearthly Stranger         | John Krish                | John Neville, Gabriella Licudi, Phillip Stone                                  | Regatul Unit al Marii Britanii și al Irlandei de Nord | [ 6 ]         |
| X: The Man with the X-Ray Eyes | Roger Corman              | Ray Milland, Diana Van Der Vlis, Harold J. Stone                               | Statele Unite ale Americii                            |               |

## Seriale TV
- La Limita Imposibilului
  - „The Galaxy Being” S1 E1

## Premii
- Premiul Hugo pentru cel mai bun roman:[8] Omul din castelul înalt de Philip K. Dick